# 확실히 전해
《확실히 전해》(ちゃんと伝える 잔토쓰타에루[*])는 2009년 8월 22일에 개봉된 일본 영화이다. 감독은 소노 시온이며, EXILE AKIRA의 첫 주연 영화이다.

## 등장인물
- 기타 시로 - AKIRA
- 나카가와 요코(애인) - 이토 아유미
- 기타 데쓰지(아빠) - 오쿠다 에이지
- 기타 이즈미(엄마) - 다카하시 게이코
- 다무라 - 다카오카 소스케
- 다나카 - 덴덴
- 와타나베 선생(주치의) - 후키코시 미쓰루
- 사토 지로
- 아야타 도시키
- 스와 다로
- 미쓰시마 히카리